# Aplopsis decipiens
Aplopsis decipiens är en skalbaggsart som beskrevs av Hermann Burmeister 1855. Aplopsis decipiens ingår i släktet Aplopsis och familjen Melolonthidae. Inga underarter finns listade i Catalogue of Life.